# Liste der Kulturdenkmäler in Idar-Oberstein
In der Liste der Kulturdenkmäler in Idar-Oberstein sind alle Kulturdenkmäler der rheinland-pfälzischen Stadt Idar-Oberstein einschließlich der Stadtteile aufgeführt. Im Stadtteil Regulshausen sind keine Kulturdenkmäler ausgewiesen. Grundlage ist die Denkmalliste des Landes Rheinland-Pfalz (Stand: 12. Juni 2023).

## Denkmalzonen
| Bezeichnung                                  | Lage                                                                                           | Baujahr                         | Beschreibung | Bild                           |
| -------------------------------------------- | ---------------------------------------------------------------------------------------------- | ------------------------------- | --- | ------------------------------ |
| Denkmalzone Christlicher Friedhof Idar       | Tiefensteiner Straße Lage                                                                      | 1869                            | 1869 in „Mittelstweiler“ angelegt, 1871 erstmals belegt, mehrfach vergrößert; seit 1969 neuer Hauptfriedhof westlich davon „Im Schmalzgewann“; Kriegerdenkmal 1870/71: reliefierte, überdachte Stele, von acht Linden umgeben; Umfriedung mit barockisierendem Eingang wohl um 1900; Friedhofskapelle, Gelbsandsteinbau, gegen 1908; Kriegerdenkmal im Ehrenfriedhof für die 1914/18 Gefallenen, 1920; Friedhof für die Gefallenen von 1939/45 von Max Rupp, Idar-Oberstein, und Theodor Siegle, Saarbrücken, 1961; mehrere aufwändige Erbbegräbnisse | Fotos hochladen                |
| Denkmalzone Christlicher Friedhof Niederau   | Seitzenbachstraße/Hauptstraße Lage                                                             | 1836                            | dreiteilige parkartige Anlage, 1836 bis 1916 belegt; Soldatenfriedhof 1914/18; Kriegerdenkmal 1914/18 und 1939/45, Gedenkstein für die jüdischen Mitbewohner nach 1945; Erbbegräbnisse: Nr. 1 Gruft mit ägyptisierenden Eingang; Nr. 3 polygonaler gotisierender Pfeiler; Nr. 7 und 8 mehrere Grabsteine, Granitplatte, Granitstele, Bronzeurne; Nr. 29 Anlage von Kessler & Röhl, Berlin, Skulptur von H. Pohlmann, Berlin; Nr. 32 Engel mit Anker von P. Völker; Nr. 33: Marmorengel                                                                | Fotos hochladen                |
| Denkmalzone Franzosenhäuser                  | Pappelstraße 1, 2, 3 Lage                                                                      | ab 1920                         | Gruppe von drei von der Stadt errichteten Bauten für französische Besatzungsoffiziere; Zeltdachbauten, expressionistische Motive, ab 1920, Architekt Wilhelm Heilig, Langen | BW                             |
| Denkmalzone Friedrich-Ebert-Ring 12–18       | Friedrich-Ebert-Ring 12–18 Lage                                                                | 1922–24                         | drei anspruchsvolle Wohnblocks für französische Offiziere, 1922–24, Regierungsbaumeister Metz; Mittelbau, flankiert von Bauten mit sich durchdringenden Giebelfronten | BW                             |
| Denkmalzone Friedrich-Ebert-Ring 59–65       | Friedrich-Ebert-Ring 59–65 Lage                                                                | 1924                            | vier gleichartige Mehrfamilienhäuser; dreigeschossige kubische Walmdachbauten auf Stützmauer, 1924 | BW                             |
| Denkmalzone Hauptstraße 260–274              | Hauptstraße 260–274 (gerade Nummern), Naßheckstraße 1, 3 Lage                                  | um 1905                         | Gruppe von Villen, individuell charakterisierte Bauten, zum Teil mit großen Gartenanlagen, in Richtung Naßheck kleinere Wohnhäuser, zahlreiche originale Einfriedungen, um 1905 | BW                             |
| Denkmalzone Hauptstraße 281–309              | Hauptstraße 281–309 (ungerade Nummern) Lage                                                    | 19. und frühes 20. Jahrhundert  | meist zweigeschossige Wohn- und Gewerbebauten in annähernd geschlossener Bauweise ein einheitliches Straßenbild bewirkend, 19. und frühes 20. Jahrhundert; Ziegel mit Sandsteinwerkteilen, Putz, Fachwerk, teilweise rückwärtig Fabrikationsgebäude; aufgelockert durch zwei villenartige Wohnhäuser (Nr. 303 barockisierend, 1905; Nr. 309, wohl von 1890) | BW                             |
| Denkmalzone Jüdischer Friedhof Oberstein     | Seitzenbachstraße Lage                                                                         | 17. Jahrhundert                 | wohl im 17. Jahrhundert angelegt, 1820 erweitert, älterer Teil 1945 aufgelöst; Grabsteine seit der Mitte des 19. Jahrhunderts in Mauer des jüngeren Teils eingelassen; Denkmäler überwiegend Sandstein oder Granit, Obelisken, Stelen; hinter Kirchhofshübel 14 weitere Grabsteinfragmente und -einfassungen; ursprünglich zugehörig die ehemalige Jüdische Trauerhalle (Seitzenbachstraße ohne Nummer, heute Werkstatt), Zentralbau mit Pyramidendach, erbaut 1914                                                                                   | weitere Bilder Fotos hochladen |
| Denkmalzone Mainzer Straße                   | Mainzer Straße 56/58, 60, 64, 66, 69, 73, 75, 77, Dr.-Liesegang-Straße 1, Hauptstraße 123 Lage | um 1900 bis in die 1920er Jahre | einziges weitgehend geschlossenes Villenviertel Idar-Oberstein, Villen in Gärten, um 1900 bis in die 1920er Jahre; teilweise lebhafte Dachlandschaften, Späthistorismus, Jugendstil, Architektur der 1920er Jahre; an der platzartigen Erweiterung am Südende der Mainzer Straße die Gewerbehalle (Dr.-Liesegang-Straße 1) | BW                             |
| Denkmalzone Wilhelmstraße                    | Wilhelmstraße 40/42, 44, 46, 48, 49–51 Lage                                                    | 1873 bis 1906                   | Komplex von Wohn- und Fabrikbauten um die Metallwarenfabrik Jakob Bengel (langgestreckte, zwei- und dreigeschossige Gewerbebauten, Unternehmervilla, Nr. 44), 1873 bis 1906 | weitere Bilder Fotos hochladen |
| Denkmalzone Am Kirchberg                     | Kirchenbollenbach, Am Kirchberg 3, 6, 8 Lage                                                   |                                 | Gruppe aus katholischer Kirche (Am Kirchberg 3) und evangelischer Kirche (Am Kirchberg 6) mit ehemaligem Pfarrhaus (Am Kirchberg 8), Vorplatz mit Altären (aus Spolien), auf gegenüberliegenden Seiten der Straße, belegt die kirchliche Entwicklung des Ortes | BW                             |
| Denkmalzone Jüdischer Friedhof Nahbollenbach | Nahbollenbach, Sonnhofstraße Lage                                                              | Mitte des 19. Jahrhunderts      | zehn meist stelenförmige Steine, 1900 bis um 1933, in umzäuntem Areal | weitere Bilder Fotos hochladen |
| Denkmalzone Jüdischer Friedhof Weierbach     | Weierbach, östlich des Ortes auf der Kuppe „Am Winnenberg“ Lage                                |                                 | sieben stelenartige Steine oder Sockel | weitere Bilder Fotos hochladen |
| Denkmalzone Niederreidenbacher Hof           | Weierbach, nordöstlich des Ortes Lage                                                          | um 1840                         | erste Erwähnung einer Burg im 13. Jahrhundert, im 19. Jahrhundert Gutshof, seit 1904 Diakonissenanstalt, mit Wohn- und Wirtschaftsgebäuden, Mühle und Brennerei, um 1840 ff.; Felsenkeller unter dem Hof; Um- und Erweiterungsbauten 1904 ff.; Kapelle, 1658 oder älter, Erweiterung 1931; Grabstein des Reichsherrn Friedrich Kasimir Boxheim († 1743); Reste des anstaltseigenen Friedhofs; zwei Wasserbehälter, 1930er Jahre; Park- und Gartenanlagen, landschaftsprägend                                                                          | Fotos hochladen                |

## Einzeldenkmäler
| Bezeichnung                                | Lage                                                        | Baujahr                              | Beschreibung | Bild                           |
| ------------------------------------------ | ----------------------------------------------------------- | ------------------------------------ | --- | ------------------------------ |
| Ortsbefestigung Oberstein                  |                                                             | 15. und 16. Jahrhundert              | Ummauerung Obersteins, die Felsenkirche einbeziehend, aus grobem Effusivgestein, stadtseitig durch Strebepfeiler gestützt, im 15. und 16. Jahrhundert entstanden; erhaltene Teile: am Kirchberg auf halber Höhe des Weges zur Felsenkirche (⊙), Turm Im Gebück oberhalb Hauptstraße 476 (⊙) | weitere Bilder Fotos hochladen |
| Wappenstein                                | Alte Gasse, an Nr. 5 Lage                                   | 1910–12                              | Wappen des ehemaligen kaiserlichen Postamtes, 19. Jahrhundert | Fotos hochladen                |
| Wohn- und Geschäftshaus                    | Amtsstraße 2 Lage                                           | 1900                                 | ehemaliges Kranken- und Schwesternhaus; dreigeschossiger neugotischer Ziegelbau, Seitenrisalit mit Kapelle, 1900 | Fotos hochladen                |
| Wohnhaus                                   | Austraße 6 Lage                                             | spätes 19. Jahrhundert               | villenartiges Wohnhaus mit Mansarddach, Neurenaissance, zweigeschossiger Wintergarten, spätes 19. Jahrhundert | Fotos hochladen                |
| Stadtbücherei                              | Bahnhofstraße 1 Lage                                        | 1905–07                              | ehemaliges Centralhotel; dreigeschossiger historisierender Eckbau, Jugendstilanklänge, 1905–07, Architekten Gerhards & Hassert | Fotos hochladen                |
| Wohnhaus                                   | Bahnhofstraße 3 Lage                                        | 1908/09                              | anspruchsvolles Eckwohnhaus, dreigeschossiger barockisierendes Mansarddachbau, Jugendstilanklänge, 1908/09, Architekt Hans Best, Kreuznach | Fotos hochladen                |
| Stuckdekoration                            | Bismarckstraße, an Nr. 12 Lage                              | um 1905                              | Stuckdekoration am Wohn- und Geschäftshaus, um 1905 | BW                             |
| Villa                                      | Bismarckstraße 53 Lage                                      | 1910                                 | barockisierende Mansarddach-Villa, 1910 | BW                             |
| Wohnhaus                                   | Dietzenstraße 30 Lage                                       | um 1910                              | villenartiges Wohnhaus mit Walmdach, um 1910; ortsbildprägend | BW                             |
| Villa                                      | Dietzenstraße 34 Lage                                       | Anfang des 20. Jahrhunderts          | malerisch-ländliche Villa, Anfang des 20. Jahrhunderts | BW                             |
| Wohn- und Geschäftshaus                    | Dietzenstraße 55 Lage                                       | 1926                                 | mehrgeschossiges Wohn- und Geschäftshaus, neuklassizistisch-barockisierender Mansarddachbau, 1926 | BW                             |
| Gewerbehalle                               | Dr.-Liesegang-Straße 1 Lage                                 | 1894/95                              | ehemalige Gewerbehalle; gelbsandsteingegliedertter Rotziegelbau, 1894/95 | BW                             |
| Wohnhaus                                   | Dr.-Liesegang-Straße 3 Lage                                 | um 1905                              | repräsentatives Wohnhaus, Jugendstilmotive, um 1905; straßenbildprägend mit Nr. 5 | BW                             |
| Villa                                      | Dr.-Liesegang-Straße 4 Lage                                 | 1924                                 | kubische Walmdach-Villa, 1924 | BW                             |
| Wasserbehälter                             | Finsterheckstraße, hinter Nr. 62 Lage                       | 1900                                 | zweigeschossiger turmartiger Baukörper, rustiziert, 1900 | BW                             |
| Gedenkkreuz                                | Forststraße Lage                                            | um 1905                              | Gedenkkreuz für Anne Freiin von Schorlemer, um 1905 (?); Gedenkstein, 1930 | Fotos hochladen                |
| Wohnhaus                                   | Forststraße 26 Lage                                         | letztes Viertel des 19. Jahrhunderts | ehemaliges Jagdhaus; anspruchsvolles Landhaus in zeittypischem Materialwechsel, letztes Viertel des 19. Jahrhunderts | Fotos hochladen                |
| Villa                                      | Friedrich-Ebert-Ring 8 Lage                                 | 1903                                 | malerisch-repräsentative Villa, 1903 | BW                             |
| Villa                                      | Friedrich-Ebert-Ring 10 Lage                                | ab 1911                              | anspruchsvolle Villa, ab 1911, Architekt Julius Schneider | BW                             |
| Stadtverwaltung                            | Georg-Maus-Straße 2 Lage                                    | 1908–11                              | ehemalige Schillerschule; mächtiger barockisierender Baukörper, rückwärtig ehrenhofartig geöffnet, 1908–11, Stadtbaumeister Müller; stadtbildprägend | weitere Bilder Fotos hochladen |
| Villa                                      | Hasenklopp 6 Lage                                           | 1921–23                              | schlossartige Anlage, barockisierender Mansarddachbau, Gartenpavillon, geschwungene Stützmauer, 1921–23, Architekt Paul Schultze-Naumburg | BW                             |
| Evangelische Pfarrkirche                   | Hauptstraße 9 Lage                                          | 1751                                 | ehemals St. Peter und Paul, kreuzförmiger Saalbau, 1751, Erweiterung mit Querhaus 1894–94, Umbau 1955/56, Architekt Hans Rost, Würzburg; romanischer Westturm (1114?), barocke Haube, wohl 1712; Grabstein M. C. Hauth, um 1742; auf dem Friedhof Ehrenmal für die Gefallenen des Ersten Weltkriegs | Fotos hochladen                |
| Wohn- und Geschäftshaus                    | Hauptstraße 48 Lage                                         |                                      | Eckwohn- und Geschäftshaus, Eisenfachwerk mit Ziegelausmauerung, Burbacher Hütte; straßenbildprägend | Fotos hochladen                |
| Geschäftshaus                              | Hauptstraße 70 Lage                                         | 1856/57                              | ehemaliges Schulhaus; dreigeschossiger kubischer Walmdachbau, sogenannter oldenburgischer Spätklassizismus, 1856/57, Architekt Peter Reinhard Casten, Birkenfeld; Dreiecksgiebel nach 1900, Portal mit Balkon nach 1933; ortsbildprägend | Fotos hochladen                |
| Fassade                                    | Hauptstraße, an Nr. 71 Lage                                 | 1922                                 | stuckierte Fassade, 1922, des dreigeschossigen Wohn- und Geschäftshauses von 1888 | Fotos hochladen                |
| Wohnhaus                                   | Hauptstraße 72 Lage                                         | 1863/64                              | repräsentatives dreigeschossiges Wohnhaus, Neurenaissancemotive, rückwärtig Stall und Scheune, 1863/64 | Fotos hochladen                |
| Wohn- und Geschäftshaus                    | Hauptstraße 76 Lage                                         | 1931                                 | viergeschossiges Wohn- und Geschäftshaus, Neue Sachlichkeit, 1931, Architekt Johannes Weiler, Köln | Fotos hochladen                |
| Wohn- und Geschäftshaus                    | Hauptstraße 78 Lage                                         | 1900                                 | repräsentatives historistisches Wohn- und Geschäftshaus, 1900, Architekt Hubert Himmes, Idar-Oberstein | Fotos hochladen                |
| Wohnhaus                                   | Hauptstraße 103/105 Lage                                    | 1852                                 | Wohnhaus mit Mansarddach, 1852, Überformungen 1890 und 1905 (Nr. 105); rückwärtig Ökonomie, 1912 (Nr. 103); Gesamtanlage in zurückhalten barockisierenden Formen | Fotos hochladen                |
| Villa                                      | Hauptstraße 108 Lage                                        | 1870/71                              | herrschaftliche Villa, klassizierende Neurenaissancemotive, französischer Landhausstil, 1870/71, Architekt Louis Purper, Paris; rückwärtig Ökonomiebauten | Fotos hochladen                |
| Deutsches Edelsteinmuseum                  | Hauptstraße 118 Lage                                        | 1894                                 | repräsentative Neurenaissance-Villa, 1894 | weitere Bilder Fotos hochladen |
| Villa                                      | Hauptstraße 123 Lage                                        | 1901                                 | repräsentative Walmdach-Villa, Jugendstildekor, 1901, Architekt Hans Weszkalnys, Saarbrücken | BW                             |
| Wohn- und Geschäftshaus                    | Hauptstraße 126 Lage                                        | 1890er Jahre                         | repräsentatives Wohn- und Geschäftshaus, wohl aus den 1890er Jahren; in der Torfahrt Tonreliefs | Fotos hochladen                |
| Tor                                        | Hauptstraße, an Nr. 129 Lage                                | 19. Jahrhundert                      | stattliches neugotisches Eingangstor | Fotos hochladen                |
| Wohnhaus                                   | Hauptstraße 135 Lage                                        | um 1890                              | villenartiges Wohnhaus, sandsteingegliederter Rotziegelbau, Neurenaissance- und neubarocke Motive, wohl um 1890 | Fotos hochladen                |
| Wohnhaus                                   | Hauptstraße 143 Lage                                        | 1910                                 | mächtiges dreigeschossiges Wohnhaus mit Mansarddach, 1910; stadtbildprägend | Fotos hochladen                |
| Wohnhaus                                   | Hauptstraße 145 Lage                                        |                                      | dreigeschossiges historistisches Wohnhaus, sandsteingegliederter Ziegelbau, Neurenaissance- und Jugendstilmotive | Fotos hochladen                |
| Wohnhaus                                   | Hauptstraße 147 Lage                                        | 1908                                 | dreigeschossiges repräsentatives Wohnhaus, neubarocke, Louis-Seize- und Jugendstilmotive, 1908 | Fotos hochladen                |
| Wohnhaus                                   | Hauptstraße 148 Lage                                        | um 1900                              | dreigeschossiges anspruchsvolles Wohnhaus, barockisierender Mansarddachbau, um 1900; Gesamtanlage mit rückwärtigem Fabrikationsgebäude und weiterem Wohnhaus von 1910/11 | Fotos hochladen                |
| Hotel Fürstenhof                           | Hauptstraße 149 Lage                                        | 1904                                 | ehemaliges Hotel Fürstenhof; Rotziegelbau mit Putzflächen, Jugendstildekor; 1904 | Fotos hochladen                |
| Wohnhaus                                   | Hauptstraße 150 Lage                                        | drittes Viertel des 19. Jahrhunderts | kleines, aufwändig gestaltetes Wohnhaus, drittes Viertel des 19. Jahrhunderts | Fotos hochladen                |
| Wohnhaus                                   | Hauptstraße 151 Lage                                        | um 1910                              | Wohnhaus mit Eingangsloggia, Mansarddach, um 1910 | Fotos hochladen                |
| Villa                                      | Hauptstraße 153 Lage                                        | um 1900                              | malerisch-ländliche Villa, neugotische Motive, um 1900 | Fotos hochladen                |
| Villa                                      | Hauptstraße 155 Lage                                        | 1894/95                              | repräsentative Neurenaissance-Villa, 1894/95, Architekt Massing, Trier | Fotos hochladen                |
| Wohnhaus                                   | Hauptstraße 156 Lage                                        | 1870/71                              | zweieinhalbgeschossiges repräsentatives Wohnhaus, 1870/71 und 1889 | Fotos hochladen                |
| Wohnhaus                                   | Hauptstraße 162 Lage                                        | 1893                                 | villenartiges Wohnhaus, 1893, Architekt Wilhelm Müller, Frankfurt; Umbau 1929, Architekt Johannes Weiler, Köln; hölzerne Gartenlaube, Aussichtsturm | Fotos hochladen                |
| Wohnhaus                                   | Hauptstraße 163 Lage                                        | 1902                                 | Jugendstil-Wohnhaus, bezeichnet 1902, Architekt Hubert Himmes, Idar-Oberstein | Fotos hochladen                |
| Wohnhaus                                   | Hauptstraße 177 Lage                                        | 1927/28                              | Wohnhaus, expressionistisch variierte Jugendstilmotive, bezeichnet 1927/28, Architekt Johannes Weiler, Köln | Fotos hochladen                |
| Wohnhaus                                   | Hauptstraße 185 Lage                                        | 1923                                 | eingeschossiges Wohnhaus, expressionistische Motive, 1923, Architekt Johannes Weiler, Köln | Fotos hochladen                |
| Villa                                      | Hauptstraße 192 Lage                                        | 1905                                 | malerisch-ländliche Villa, 1905; ortsbildprägend | Fotos hochladen                |
| Villa                                      | Hauptstraße 194 Lage                                        | 1911                                 | Mansarddach-Villa, 1911, Architekt Paul Schultze-Naumburg; ortsbildprägend | Fotos hochladen                |
| Wohnhaus                                   | Hauptstraße 248 Lage                                        | 1911                                 | landhausartiges Wohnhaus mit Mansarddach, 1911, Architekt Georg Küchler, Darmstadt | Fotos hochladen                |
| Einfriedung                                | Hauptstraße, bei Nr. 260 Lage                               | 1904                                 | ungewöhnliche Jugendstileinfriedung, 1904 | Fotos hochladen                |
| Villa                                      | Hauptstraße 264 Lage                                        | um 1905                              | Sandstein-Villa auf asymmetrischem Grundriss, neugotische und Jugendstil-Motive, um 1905; Ausstattung | Fotos hochladen                |
| Villa                                      | Hauptstraße 270 Lage                                        | um 1905                              | ländliche Villa, Effusivgestein, Sandstein, Fachwerk, glasierte Ziegel, um 1905 | Fotos hochladen                |
| Wohnhaus                                   | Hauptstraße 274 Lage                                        | 1905                                 | villenartiges Wohnhaus, malerischverschachtelter Putzbau mit Kniestock, 1905 | Fotos hochladen                |
| Freimaurerloge                             | Hauptstraße 289 Lage                                        | 1906                                 | Sitzungsgebäude der Loge zum Felsentempel; symmetrisch gegliederter Putzbau, Jugendstildekor, 1906 | Fotos hochladen                |
| Wohnhaus                                   | Hauptstraße 291 Lage                                        | Ende des 19. Jahrhunderts            | Wohnhaus, sandsteingegliederter Ziegelbau mit Fachwerkteilen, gegen Ende des 19. Jahrhunderts, Architekt wohl Max Jager; Umbau 1909 und 1914 | Fotos hochladen                |
| Wohnhaus                                   | Hauptstraße 313 Lage                                        | 1923/24                              | eingeschossiges Wohnhaus mit Mansarddach, ländliche und expressionistische Motive, 1923/24, Architekt Julius Schneider; mit Ausstattung | Fotos hochladen                |
| Wohnhaus                                   | Hauptstraße 330 Lage                                        | 1882                                 | Eckwohnhaus, 1882, Architekt R. Goering; mit Ausstattung | Fotos hochladen                |
| Wohnhaus                                   | Hauptstraße 332 Lage                                        | drittes Viertel des 19. Jahrhunderts | Eckwohnhaus, klassizistische und Neurenaissance-Motive, drittes Viertel des 19. Jahrhunderts | Fotos hochladen                |
| Wohnhaus                                   | Hauptstraße 337/339 Lage                                    | 1910/11                              | dreigeschossiges Doppelwohnhaus mit Mansarddächern, 1910/11, Architekt Johannes Ranly, Oberstein | Fotos hochladen                |
| Alte Post                                  | Oberstein, Hauptstraße 338 Lage                             | 1910–12                              | ehemaliges Kaiserliches Postamt; mächtiger, drei- und viergeschossiger Dreiflügelbau mit Schweif- und Fachwerkgiebeln, 1910–12, Architekt Postbaurat Neufeldt; platzbildprägend | Fotos hochladen                |
| Wohn- und Geschäftshaus                    | Hauptstraße 342/344 Lage                                    | 1900                                 | Doppelhaus, Rotsandsteinbau mit Mansarddach, spätgotische und Jugendstil-Motive, 1900, Architekt Hubert Himmes, Idar-Oberstein | Fotos hochladen                |
| Wohn- und Geschäftshaus                    | Hauptstraße 385 Lage                                        | 1950                                 | Putzbau, barockisierende Heimatstilnachklänge, 1950, Architekt Julius Schneider; bauzeitliche Ladeneinrichtung | Fotos hochladen                |
| Kaufhaus                                   | Hauptstraße 386 Lage                                        | um 1905                              | ehemaliges Kaufhaus Pielmeyer; dreigeschossiger Mansarddachbau, Louis-Seize- und Jugendstilmotive, um 1905, Architekten Gerhards & Hassert; straßenbildprägend | Fotos hochladen                |
| Fassade                                    | Hauptstraße, an Nr. 391 Lage                                | 1890                                 | Neurenaissance-Fassade des Wohn- und Geschäftshauses, 1890; straßenbildprägend | Fotos hochladen                |
| Wohnhaus                                   | Hauptstraße 412/414 Lage                                    | 1702                                 | barockes Doppelhaus mit Fachwerkgiebel, bezeichnet 1702 | Fotos hochladen                |
| Wohn- und Geschäftshaus                    | Hauptstraße 417 Lage                                        | 1906                                 | dreigeschossiges Wohn- und Geschäftshaus, Jugendstilmotive, 1906, Architekt Max Jager; platzbildprägend | Fotos hochladen                |
| Fassade                                    | Hauptstraße, an Nr. 418 Lage                                | um 1905                              | aufwändiger Fassadendekor, barockisierende Jugendstil, um 1905 | Fotos hochladen                |
| Wohnhaus                                   | Hauptstraße 432 Lage                                        | Ende des 16. Jahrhunderts            | dreigeschossiger Fachwerkbau, teilweise massiv, Ende des 16. Jahrhunderts, Umbau 1717 | Fotos hochladen                |
| Wohn- und Geschäftshaus                    | Hauptstraße 434 Lage                                        | 1895                                 | dreigeschossiges Wohn- und Geschäftshaus mit Mansarddach, Neurenaissancemotive, 1895; stadtbildprägend | Fotos hochladen                |
| Wohnhaus                                   | Hauptstraße 468/470 Lage                                    | erste Hälfte des 15. Jahrhunderts    | mächtiger dreigeschossiger Ständerbau, erste Hälfte des 15. Jahrhunderts | Fotos hochladen                |
| Wohnhaus                                   | Hauptstraße 499 Lage                                        | Ende des 19. Jahrhunderts            | Wohnhaus mit Mansarddach, barockisierender Putzdekor, Ende des 19. Jahrhunderts | Fotos hochladen                |
| Wohn- und Geschäftshaus                    | Höckelböschstraße 1 Lage                                    | um 1908                              | dreigeschossiges barockisierendes Eckwohn- und Geschäftshaus, um 1908; mit Ausstattung; stadtbildprägend | Fotos hochladen                |
| Wohnhaus                                   | Höckelböschstraße 2 Lage                                    | Anfang des 20. Jahrhunderts          | Zeilenwohnhaus mit Mansarddach, Anfang des 20. Jahrhunderts | Fotos hochladen                |
| Wohnhaus                                   | Hoher Weg 1/3 Lage                                          | 1912                                 | Doppelwohnhaus, dreigeschossiger Mansarddachbau über Stützmauer, 1912, Architekt Johannes Ranly; stadtbildprägend | BW                             |
| Fabrikgebäude                              | Kasinostraße 7 Lage                                         | Ende des 19. Jahrhunderts            | Gebäude der ehemaligen Kartonagefabrik Hermann Leyser; Ziegelbau, teilweise Fachwerk, filigrane Holzdetails, Ende des 19. Jahrhunderts; Wohnhaus 1896, Zwischentrakt 1911 | BW                             |
| Wasserbehälter                             | Keltenstraße Lage                                           | 1894                                 | repräsentativer Ziegelmauerwerk-Vorbau, 1894 | BW                             |
| Felsenkirche                               | Kirchweg Lage                                               | 1482–84                              | evangelische Pfarrkirche; auf unregelmäßigem Grundriss 1482–84 in Fels eingebaut, Erneuerung des spätgotischen Gewölbes durch Tonne, 1742, Veränderung des Turmdachs, 1858, Baumeister Weyer, tiefgreifende Sanierung, 1927–29, Architekt Wilhelm Heilig, Langen; Flügelaltar vom Ende des 14. Jahrhunderts, dem Meister der Mainzer Verspottung zugeschrieben | weitere Bilder Fotos hochladen |
| Wohn- und Geschäftshaus                    | Kobachstraße 4 Lage                                         | 1912                                 | anspruchsvolles Wohn- und Geschäftshaus, Louis-Seize-Stil, 1912 | BW                             |
| Villa                                      | Luisenstraße 9 Lage                                         | 1908                                 | ländliche Villa, eingeschossiger Mansarddachbau auf unregelmäßigem Grundriss, 1908, Architekt Georg Küchler, Darmstadt | BW                             |
| Villa                                      | Mainzer Straße 64 Lage                                      | 1907                                 | Villa, Jugendstildekor, 1907 | Fotos hochladen                |
| Villa                                      | Mainzer Straße 66 Lage                                      | 1905                                 | repräsentative Jugendstil-Villa, 1905, Architekten Hubert Himmes und Adrian Wehrli, Idar-Oberstein | Fotos hochladen                |
| Villa                                      | Mainzer Straße 69 Lage                                      | um 1905                              | repräsentative Jugendstil-Villa mit Mansarddach, um 1905 | Fotos hochladen                |
| Villa                                      | Mainzer Straße 73 Lage                                      | 1905/06                              | repräsentative Villa auf asymmetrischem Grundriss, barockisierender Jugendstildekor, 1905/06, Architekt Hans Weszkalnys, Saarbrücken | Fotos hochladen                |
| Villa                                      | Mainzer Straße 75 Lage                                      | 1901                                 | Putz-Villa auf asymmetrischem Grundriss, Walmdächer, 1901, Architekt Hubert Himmes, Idar-Oberstein | Fotos hochladen                |
| Villa Wolff                                | Mainzer Straße 224 Lage                                     | 1923/24                              | anspruchsvolle ländliche Villa, eingeschossiger Mansarddachbau, 1923/24, Architekt Julius Schneider | BW                             |
| Wohn- und Geschäftshaus                    | Otto-Decker-Straße 6 Lage                                   | 1900                                 | dreigeschossiges neugotisches Wohn- und Geschäftshaus mit Mansarddach, 1900, Architekt Hubert Himmes, Idar-Oberstein | Fotos hochladen                |
| Wohnhaus                                   | Otto-Decker-Straße 12 Lage                                  | 1895–96                              | villenartiges Eckwohnhaus, Neurenaissancemotive, 1895–96, Architekt Heinrich Güth, Saarbrücken | Fotos hochladen                |
| Wohn- und Geschäftshaus                    | Otto-Decker-Straße 16 Lage                                  | 1905                                 | historistisches Wohn- und Geschäftshaus mit Mansarddach, 1905 | Fotos hochladen                |
| Wohnhaus                                   | Ritterstraße 11 Lage                                        | nach 1882                            | Wohnhaus, nach 1882, barockisierende Erweiterung 1912 | BW                             |
| Wohnhaus                                   | Ritterstraße 31 Lage                                        | 1906                                 | Zeilenwohnhaus mit Mansarddach, Neurenaissancemotive, bezeichnet 1906 | BW                             |
| Burg Oberstein                             | Schloss 4 Lage                                              | 1336                                 | sogenanntes Neues Schloss: Ersterwähnung 1336, Ausbau im 15. und 16. Jahrhundert; 1855 Zerstörung von Dachstuhl und Innenräumen durch Brand; ursprünglich dreieckige Anlage; im Zentrum Reste von Wohnbauten, unter anderem der sogenannte Kaminbau und der Esel-bück-dich-Turm, beide gotisch; von der wohl späteren Vorburg Reste der drei Türme; bauliche Gesamtanlage mit Burg Stein und der parkartigen Umfeldgestaltung des 19. Jahrhunderts; Umfeld der Burgen mit Felsen und dazwischenliegender Senke ab 1866 unter Beteiligung des oldenburgischen Hofbaumeisters Günther Meyer und des Hofgärtners Friedrich Cassebohm parkartig gestaltet mit Wegen, Sichtachsen, Staffagen und Aussichtspunkten; Kriegerdenkmal 1870/71 | weitere Bilder Fotos hochladen |
| Burg Stein oder Bosselstein                | Schloss, bei Nr. 4; oberhalb der Felsenkirche Lage          | 1197                                 | sogenanntes Altes Schloss: Ersterwähnung 1197, seit dem 15. Jahrhundert in die Ortsbefestigung miteinbezogen, spätestens seit dem 18. Jahrhundert Ruine; im Nordwesten am Eingang und im Südwesten der Ringmauer Reste der Wohngebäude, runder Bergfried; bauliche Gesamtanlage mit Burg Oberstein und der parkartigen Umfeldgestaltung des 19. Jahrhunderts (siehe dort) | weitere Bilder Fotos hochladen |
| Wohnhaus                                   | Schönlautenbach 6 Lage                                      | 1924/25                              | repräsentatives Wohnhaus, dreifach gestaffelter Walmdachbau, 1924/25, Architekt Johannes Weiler, Köln | BW                             |
| Wohnhaus                                   | Schönlautenbach 27 Lage                                     | 1928                                 | Wohnhaus mit Mansarddach, eingeschossiger Fachwerkbau auf terrassenartigem Naturstein-Untergeschoss, 1928 | BW                             |
| Wohnhaus                                   | Tiefensteiner Straße 20 Lage                                | 1920er Jahre                         | landhausartiges Wohnhaus, eingeschossiger Krüppelwalmdachbau, 1920er Jahre | BW                             |
| Wohn- und Geschäftshaus                    | Wasenstraße 1 Lage                                          | um 1900                              | dreigeschossiges historisierendes Wohn- und Geschäftshaus, teilweise Zierfachwerk, Umbau 1924/25 | BW                             |
| Villa                                      | Wilhelmstraße 23 Lage                                       | ab 1909                              | repräsentative Fabrikantenvilla mit Mansarddach, klassizierend-neubarocke Motive, ab 1909, Architekt Julius Schneider | Fotos hochladen                |
| Wohnhaus                                   | Wilhelmstraße 44 Lage                                       | 1910                                 | Fabrikantenwohnhaus mit Garten; sandsteingegliederter Effusivgesteinbau, Jugendstildekor, 1910, Architekt Max Jager; mit Ausstattung | Fotos hochladen                |
| Wohn- und Geschäftshaus                    | Wilhelmstraße 48 Lage                                       | 1903                                 | dreigeschossiges historistisches Wohn- und Geschäftshaus, sandsteingegliederter Ziegelbau, 1903, rückwärtig Fabrikationsgebäude; stadtbildprägend | BW                             |
| Eisenbahnbrücke                            | Wüstlautenbach Lage                                         | um 1860                              | Eisenbahnbrücke der Rhein-Nahe-Bahn; zum Teil stark erneuerter dreibogiger, backsteingegliederter Sandsteinquaderbau über das Tal des Wüstlautenbachs | Fotos hochladen                |
| Bismarckturm                               | östlich von Idar auf dem Wartehübel Lage                    | 1907                                 | monumentale Anlage aus Effusivgestein, 1907, Architekt Hans Weszkalnys, Saarbrücken (Entwurf Wilhelm Kreis, Dresden) | weitere Bilder Fotos hochladen |
| Eisenbahnbrücke                            | östlich von Oberstein auf der Ostseite des Altenberges Lage | um 1860                              | Eisenbahnbrücke der Rhein-Nahe-Bahn; dreibogige Brücke im Nahetal am Altenberg | BW                             |
| Eisenbahnbrücke                            | südlich von Idar und westlich des Bahnhofs Lage             | um 1860                              | Eisenbahnbrücke der Rhein-Nahe-Bahn; backsteingegliederter Sandsteinquaderbau über eine Naheschleife | Fotos hochladen                |
| Eisenbahnbrücke                            | südlich von Idar und westlich des Bahnhofs Lage             | um 1860                              | Eisenbahnbrücke der Rhein-Nahe-Bahn; backsteingegliederter Sandsteinquaderbau über eine Naheschleife | Fotos hochladen                |
| Relief und Ehrenmal                        | Algenrodt, Im Stäbel, Ecke Saarstraße Lage                  | 1936–38                              | Eingangsrelief der Straßburgkaserne: nationalsozialistisch geprägte Formen, 1936–38; an der Ecke zur Saarstraße Ehrenmal, 1958 | Fotos hochladen                |
| Ehrenmal                                   | Algenrodt, Im Stäbel, auf dem Friedhof Lage                 | um 1920                              | Ehrenmal für die Gefallenen des Ersten Weltkriegs von Wilhelm Heilig, um 1920 | Fotos hochladen                |
| Eisenbahnbrücke und Tunnel                 | Enzweiler, nordöstlich des Ortes Lage                       | um 1860                              | Eisenbahnbrücke und Tunnel der Rhein-Nahe-Bahn; zweibogige Brücke, Effusivgestein und Ziegel, über die Nahe, eindrucksvolle Abfolge von Homericher Tunnel, Brücke und Enzweiler Tunnel | BW                             |
| Evangelische Pfarrkirche                   | Georg-Weierbach, Auf der Burr Lage                          |                                      | ehemals St. Georg, gestaffelter romanischer Bau, Westturm, Chor spätgotisch verändert (wohl im 14. Jahrhundert), Saal barock überformt; Marienglocke von 1350; auf dem Friedhof Grabsteine um 1900 | Fotos hochladen                |
| Pumpe                                      | Georg-Weierbach, Auf der Burr, bei Nr. 13 Lage              | letztes Viertel des 19. Jahrhunderts | Saugpumpe, Gusseisen, Messing, neugotisch, Firma Gebrüder Zilken, Koblenz, wohl aus dem letzten Viertel des 19. Jahrhunderts | Fotos hochladen                |
| Brunnen                                    | Georg-Weierbach, Buchengasse, vor Nr. 2 und 4 Lage          |                                      | zwei schmiedeeiserne Ziehbrunnen | Fotos hochladen                |
| Evangelische Kirche                        | Göttschied, Göttschieder Straße 43 Lage                     | 1620                                 | Saalbau mit Dachreiter, Portal bezeichnet 1620, Überformungen 1775, 1864/65 und 1933 | weitere Bilder Fotos hochladen |
| Evangelische Kirche                        | Hammerstein, Hammersteiner Straße 39 Lage                   | 1904–09                              | neubarocker Saalbau mit Dachreiter, 1904–09, Architekt August Senz, Düsseldorf; ortsbildprägend | BW                             |
| Eisenbahnbrücke und Tunnel                 | Hammerstein, nordwestlich des Ortes Lage                    | um 1860                              | Eisenbahnbrücke und Tunnel der Rhein-Nahe-Bahn; zweibogiger backsteingegliederter Sandsteinquaderbau über die Nahe, Tunnel durch die sogenannte Hammersteiner Kipp | BW                             |
| Katholische Pfarrkirche St. Johann Nepomuk | Kirchenbollenbach, Am Kirchberg 3 Lage                      | 1895–98                              | zweischiffiger späthistoristischer Bruchsteinbau, Flankenturm, 1895–98, Architekt Ludwig Becker, Mainz; Spolie (18. Jahrhundert); mit reicher Ausstattung | Fotos hochladen                |
| Evangelische Pfarrkirche                   | Kirchenbollenbach, Am Kirchberg 6 Lage                      | 1755                                 | schlichter barocker Saalbau, Dachreiter mit welscher Haube, 1755, Architekt Johann Thomas Petri, Kirn; mit Ausstattung | Fotos hochladen                |
| Katholisches Pfarrhaus                     | Kirchenbollenbach, Am Kirchberg 8 Lage                      | 1770                                 | ein- und zweigeschossiger barocker Walmdachbau, 1770, Architekt eventuell Johann Thomas Petri; ortsbildprägend | Fotos hochladen                |
| Altersheim                                 | Kirchenbollenbach, Auf dem Rain 21 Lage                     | 1926/27                              | ehemalige Schule; verschachtelter Heimatstilbau mit expressionistischen Details, 1926/27 | Fotos hochladen                |
| Tür                                        | Kirchenbollenbach, Im Brühl, an Nr. 1 Lage                  | 18. Jahrhundert                      | Holztür, Zopfstil, 18. Jahrhundert | Fotos hochladen                |
| Schule                                     | Mittelbollenbach, Im Schützenrech 57 Lage                   | 1912                                 | von Giebelrisaliten durchdrungener, sandsteingegliederter Putzbau, 1912, Erweiterung 1962 | Fotos hochladen                |
| Stall                                      | Mittelbollenbach, In der Gaß 3 Lage                         | um 1910                              | ehemaliger Stierstall; eingeschossiger Massivbau mit Fachwerk-Kniestock, wohl um 1910; mit Ausstattung | Fotos hochladen                |
| Quereinhaus                                | Tiefenstein, Bachweg 6 Lage                                 | erste Hälfte des 19. Jahrhunderts    | Quereinhaus, teilweise Fachwerk (verputzt), wohl aus der ersten Hälfte des 19. Jahrhunderts | BW                             |
| Kriegerdenkmal                             | Tiefenstein, Granatweg Lage                                 | 1920er Jahre                         | Sandsteinrelief, 1920er Jahre, eingelassene Betonstele nach 1945 | BW                             |
| Kallwiesweiherschleife                     | Tiefenstein, Tiefensteiner Straße 87 Lage                   | 18. Jahrhundert                      | wassergetriebene Edelsteinschleife; gedrungener Satteldachbau mit großen Eisensprossenfenstern, 18. Jahrhundert, mehrfach umgestaltet oder erneuert; Ausstattung; Weiher | weitere Bilder Fotos hochladen |
| Hettsteiner Schleife                       | Tiefenstein, Tiefensteiner Straße 178 Lage                  | 1846                                 | auch Schleife zwischen den Mühlen; ehemalige Wasserschleife; Bruchsteinbau mit großen Eisensprossenfenstern, 1846; mit Ausstattung | BW                             |
| Tankstelle                                 | Tiefenstein, Tiefensteiner Straße, bei Nr. 232 Lage         | 1950er Jahre                         | Tankstellengebäude mit Verkaufsraum und Werkstatt, Pilzsäulenkonstruktion mit weit überstehendem Dach, 1950er Jahre | Fotos hochladen                |
| Wohnhaus                                   | Tiefenstein, Tiefensteiner Straße 275 Lage                  | 1920er Jahre                         | villenartiges Wohnhaus mit zeitgenössischen Details, 1920er Jahre | BW                             |
| Wohnhaus                                   | Tiefenstein, Tiefensteiner Straße 296 Lage                  | 1930/32                              | avantgardistisches Wohnhaus, 1930/32, Architekt Julius Schneider | BW                             |
| Wohnhaus                                   | Tiefenstein, Tiefensteiner Straße 322 Lage                  | nach 1900                            | villenartiges Wohnhaus mit Mansarddach, Louis-Seize- und Jugendstilmotive, kurz nach 1900 | BW                             |
| Hessenstein                                | Weierbach, Dorfstraße, gegenüber Nr. 1 Lage                 | nach 1815                            | ehemaliger Grenzstein; toskanische Säule mit Inschrift und Wappenschild, nach 1815 | weitere Bilder Fotos hochladen |
| Evangelisches Pfarrhaus                    | Weierbach, Dorfstraße 32 Lage                               | 1930/31                              | Krüppelwalmdachbau, Heimatstil, 1930/31, Architekt Friedrich Otto, Kirn; straßenbildprägend | Fotos hochladen                |
| Evangelische Pfarrkirche                   | Weierbach, Obere Kirchstraße Lage                           | 1792/93                              | ehemals St. Martin, frühklassizistischer Saalbau, Architekt Wilhelm Frommel, 1792/93; spätmittelalterlicher, im 17. Jahrhundert veränderter Turm; Stützmauer wohl mittelalterlich | weitere Bilder Fotos hochladen |
| Katholische Pfarrkirche St. Martin         | Weierbach, Obere Kirchstraße Lage                           | 1896/97                              | neugotischer Rotsandsteinbau, 1896/97, Architekt Lambert von Fisenne, Gelsenkirchen; Ausstattung; ortsbildprägend | weitere Bilder Fotos hochladen |
| Wohnhaus                                   | Weierbach, Weierbacher Straße 12 Lage                       | 1920er Jahre                         | teilweise gewerblich genutztes Wohnhaus mit Mansarddach, expressionistische Motive, 1920er Jahre | Fotos hochladen                |
| Bahnhof Fischbach-Weierbach                | Weierbach, Weierbacher Straße 22 Lage                       | 1913/14                              | Empfangs- und Verwaltungsgebäude mit Dienstwohnungen, Güterhalle und Nebengebäude, 1913/14, Architekt Schenck; ein- und zweigeschossiger Hauptbau, klassizierender Jugendstildekor, monumentale Dachlandschaft | Fotos hochladen                |
| Amtsbürgermeisterei Weierbach              | Weierbach, Weierbacher Straße 75 Lage                       | 1910/11                              | ehemalige Amtsbürgermeisterei; asymmetrisch gegliederter Putzbau, Neurenaissancemotive, 1910/11 | Fotos hochladen                |

## Ehemalige Kulturdenkmäler
| Bezeichnung                  | Lage | Baujahr | Beschreibung | Bild                           |
| ---------------------------- | --- | ------- | --- | ------------------------------ |
| Denkmalzone Klotzbergkaserne | Berliner Straße, Bleidornplatz, Juterbogstraße, Klotzbergstraße, Ostpreußenstraße, Pestmüllerring, Pommernstraße Lage | 1936–38 | Kaserne für zwei Infanteriebataillone im Zuge des Ausbaus von Idar-Oberstein zur Garnisonsstadt in nationalsozialistischer Zeit, auf terrassiertem Gelände um mehrere Höfe gruppierte Gebäude und Treppentürme mit Stabsgebäuden, Mannschaftshäusern, Reithalle, teilweise Bruchstein, 1936–38; stadtbildprägend; aus Denkmalliste gelöscht | weitere Bilder Fotos hochladen |
| Wohnhaus                     | Höckelböschstraße 8 Lage                                                                                              | um 1877 | Wohnhaus, Neurenaissancemotive, um 1877; abgebrochen | BW                             |